# クロスガーデン多摩
クロスガーデン多摩（クロスガーデンたま、CROSS GARDEN TAMA）は、東京都多摩市落合に所在するショッピングセンターである。

## 概要
オリックス不動産が開発・運営する「クロスガーデン」ブランドのショッピングセンターで、2008年（平成20年）4月25日に未利用の丘陵地にオープンした。
地上3階・地下1階の建物で、オープンモール式を採用するネイバーフッド型ショッピングセンター（NSC）である。
核店舗はフーディアム（ダイエーが運営する食品スーパーで1号店として出店）である。過去には、ヤマダ電機→ノジマやROOM DECOかねたや、ジーユーなどが存在していた。
毎月第1土曜日・日曜日には「親子で参加!キッズフリマ」、第4土曜日には「ハンドメイドマーケット」など、ファミリー向けのイベントを積極的に開催している。
2024年8月現在、クロスガーデン多摩・ガーデン前橋ともオリックス不動産の公式サイトには掲載されていない。

## 沿革
- 2008年（平成20年）
  - 4月25日 - 開業[1]。
  - 5月16日 - ヤマダ電機が開店[1][5]。
- 2011年（平成23年）
  - 2月11日 - ニトリ デコホームが開店[6]。
- 2012年（平成24年）
  - 9月22日 - ジーユーが開店[7][8]。
- 2013年（平成25年）
  - 9月30日 - マクドナルドが閉店[9]。
- 2015年（平成27年）
  - 5月31日 - ヤマダ電機が閉店[10]。
  - 8月7日 - 西松屋が開店[11][12]。
  - 9月5日 - トレファクスタイルが開店[13][14]。
- 2016年（平成28年）
  - 5月8日 - ニトリ デコホームがココリア多摩センターへ移転のため、閉店[15]。
  - 5月28日 - ノジマとROOM DECOかねたやがヤマダ電機跡地に開店[16][17]。
  - 11月20日 - 100円ショップミーツが閉店[18][19]。
  - 12月9日 - セリアが開店[20][21][22]。
- 2018年（平成30年）
  - 11月11日 - ROOM DECOかねたやが閉店[23][24]。
- 2019年（平成31年・令和元年）
  - 4月24日 - ファンタジーキッズリゾート多摩がROOM DECOかねたや跡地に開店[25][26][27]。
- 2020年（令和2年）
  - 8月30日 - namcoが閉店[28][29]。
- 2022年（令和4年）
  - 11月13日 - ノジマが丘の上プラザ（イトーヨーカドー多摩センター店）へ移転のため、閉店[30][31]。
- 2023年（令和5年）
  - 7月8日 - エブリデイ多摩ノ国がノジマ跡地に開店[32]。
  - 8月20日 - ジーユーがココリア多摩センターへ移転のため、閉店[33][34]。
- 2024年（令和6年）
  - 4月14日 - T.G.C.がグリナード永山へ移転のため、閉店[35]。

## テナント
- 出店テナント全店の一覧および詳細情報は、公式サイト「ショップガイド」「フロアガイド」を参照。

### 主なテナント
- フーディアム
- モスバーガー
- ファンタジーキッズリゾート（2019年4月24日開店[25][26][27]）
- エブリデイ多摩ノ国（2023年8月20日[32][36][37]）
- セリア（2016年12月9日開店[20][21][22]）
- 西松屋  - 2015年8月7日開店[11][12]
- トレファクスタイル  - 2015年9月5日開店[13][14]

### 過去のテナント
- ブルーシールカフェ（2011年9月19日閉店[38]）
- マクドナルド（2013年9月30日閉店[9]）
- ヤマダ電機 テックランド（2008年5月16日開店[1][5] - 2015年5月31日閉店[10]）
- スポーツ用品 ボディメーカー（2015年9月27日閉店[39]）
- ニトリ デコホーム（2011年2月11日開店[6] - 2016年5月8日閉店[40][41]）
- じぶんまくら（2016年8月7日閉店[42]）
- 100円ショップ ミーツ（2016年11月20日閉店[18][19]）
- クラフトハートトーカイ（2018年9月17日閉店[43][44]）
- かねたやROOM DECO（2016年5月28日開店[17] - 2018年11月11日閉店[23][24]）
- auショップ（2019年2月15日閉店[45]）
- アニメイト（2019年5月6日閉店[46]）
- マザウェイズ（2019年7月閉店（全店閉店）[47][48]）
- ペットショップカニッシュ（2019年9月30日閉店[49][50]）
- MOYAI CAFE（モヤイカフェ）（2019年12月15日閉店[51]）
- ゲームセンター namco（2020年8月30日閉店[28][29]）
- HusHusH（ハッシュアッシュ）[52]（2021年1月31日閉店[53][54]）
- すき家（2022年2月27日閉店[55][56]）
- ノジマ（2016年5月28日開店[16][57] - 2022年11月13日閉店[30][31]）
- ジーユー（2012年9月22日開店[8] - 2023年8月20日閉店[33][34]）
- T.G.C.（2024年4月14日閉店[35]）

## 交通アクセス

### 公共交通機関
- 多摩センター駅 徒歩5分[58] - 京王相模原線・小田急多摩線・多摩モノレール
- 京王線聖蹟桜ヶ丘駅から路線バス（京王バス）も利用可能[58]。

### 駐車場
- 開業時から無料駐車場を備えている[1]。2019年3月8日までは買物金額にかかわらず、屋上駐車場は3時間まで、1階駐車場は1時間半まで無料だったが、変更後は1時間に短縮した上で、買物金額により1 - 2時間無料（合計3時間まで）とした[59]。